# Hanna Knyazyeva-Minenko
Hanna Viktorivna Knyazyeva-Minenko (ukrainska:Ганна Вікторівна Князєва-Міненко; hebreiska: חנה קנייזבה-מיננקו), född Knyazyeva den 25 september 1989 i Perejaslav-Chmelnytskyj, Ukrainska SSR, Sovjetunionen är en israelisk och fram till och med 2012 ukrainsk friidrottare som tävlar i längdhopp och tresteg. Hon är israelisk rekordhållare i längdhopp med 6,52 m. och tresteg med 14,78.
Knyazyeva-Minenko blev israelisk medborgare 12 maj 2013. Hennes coach är israelen Alex Merman, som tidigare tränade den israeliska rekordhållaren i höjdhopp Konstantin Matusevich (2,36). Hon tävlar för klubben  Maccabi Tel Aviv.
Knyazyeva-Minenko är gift med den tidigare israeliska mångkampsmästaren Anatoly Minenko. Paret bor i Israel.